# Conservadurismo LGBT

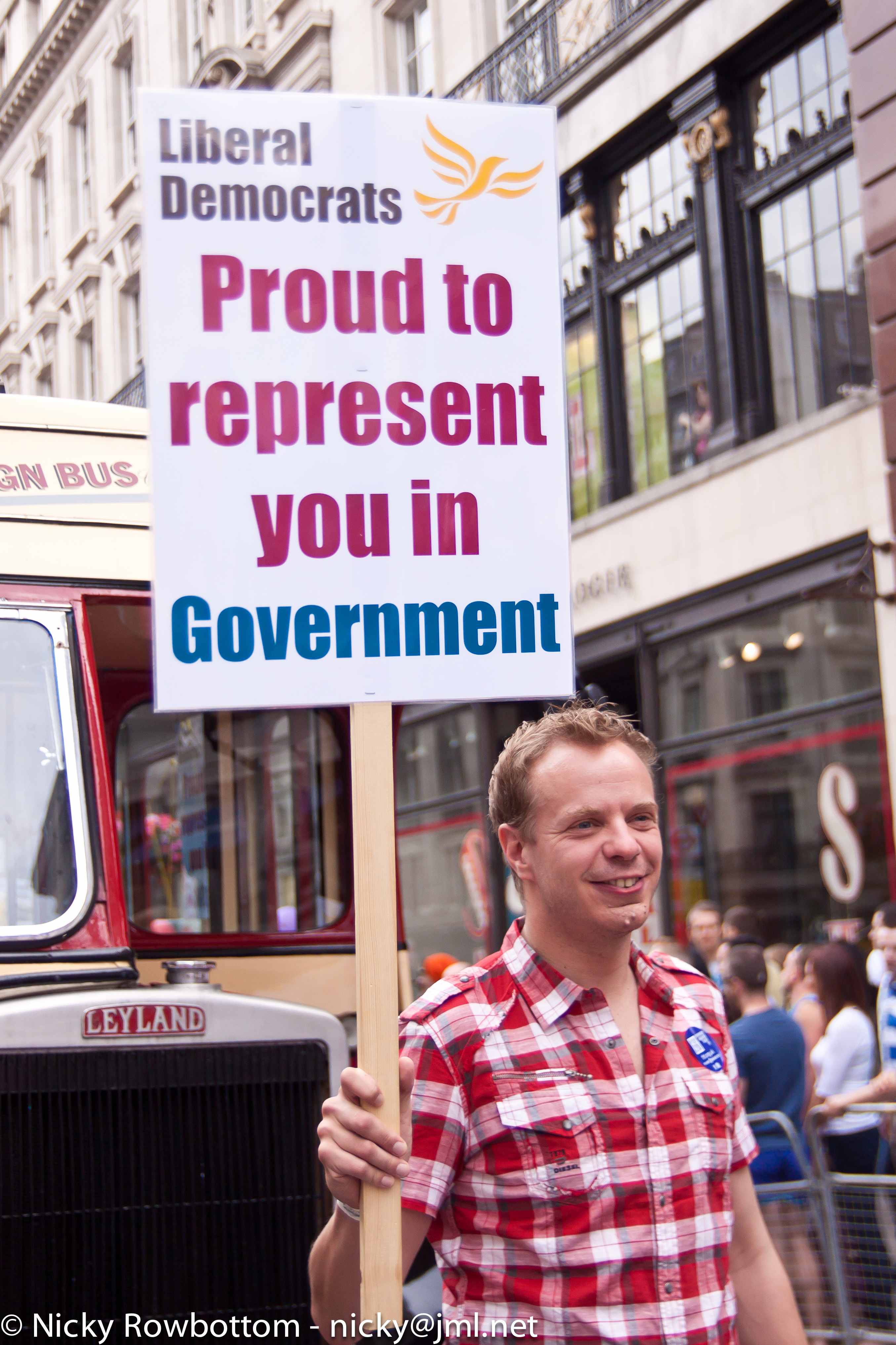
Manifestación LGBT de los Liberal-Demócratas de Reino Unido.

El conservadurismo LGBT es un movimiento dentro de la comunidad LGBT que se alinea en gran medida con la ideología conservadora. El conservadurismo LGBT es generalmente más moderado en cuestiones sociales que el conservadurismo social, y su lugar enfatiza los valores asociados con el conservadurismo fiscal, el conservadurismo libertario y el neoconservadurismo. Según las encuestas, alrededor del 20-30 % de los votantes LGBT de los Estados Unidos votan por el Partido Republicano.
El número de defensores abiertamente LGBT del conservadurismo se ha visto incrementado en las últimas décadas, sobre todo en países occidentales tolerantes hacia los homosexuales en el ámbito legal, social y religioso, donde gozan de una amplia equiparación de derechos propiciado por el movimiento de liberación homosexual iniciado en los años 70. Aunque es difícil poder determinarlo como un movimiento homogéneo, debido a que se adapta a la realidad sociopolítica de cada país, encontrándose organizaciones políticas identificadas como pro-LGBT, como también grupos LGBT que se mantienen en el armario en países donde los políticos conservadores han dirigido una fuerte oposición hacia los derechos LGBT. En el espectro político los conservadores LGBT se encuentran comúnmente ubicados en la centroderecha, aunque algunos también se ubican en la derecha.

## Ideales y valores

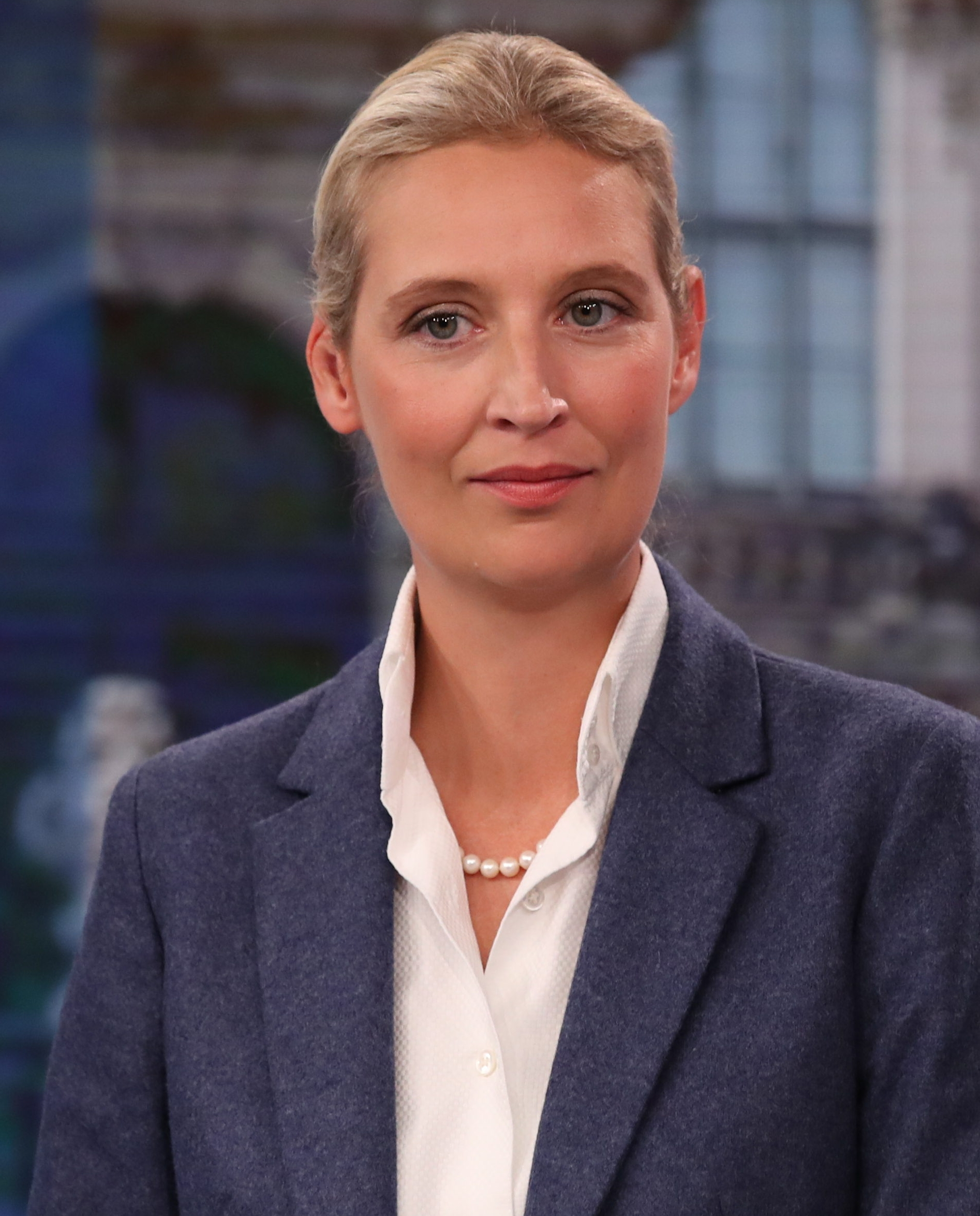
Alice Weidel, líder del partido ultraderechista AfD, abiertamente lesbiana.

En los aspectos valóricos, contribuyen a través del activismo para el reconocimiento del matrimonio entre personas del mismo sexo o de la unión civil, dependiendo del contexto sociocultural y ordenamiento jurídico de donde se encuentren. Asimismo, para la normalización y aceptación social de la familia homoparental, teniendo puntos de convergencia con liberales y progresistas. Suelen estar relacionados con instituciones de carácter religioso que tienen una visión tolerante e inclusiva hacia la homosexualidad, como algunas iglesias protestantes, los veterocatólicos y ciertas comunidades judías. Los socialconservadores LGBT tienden a diferenciarse del «estilo de vida gay», usado como argumento en contra por los propios conservadores para limitar los derechos de los homosexuales, pronunciándose a favor de la monogamia y en contra de la promiscuidad. En lo económico realizan un énfasis en la importancia del «dinero rosa» dentro de una economía, en relación con el pago de impuestos y poder adquisitivo, mientras que en lo político destacan la influencia electoral del voto rosa.
Se han visto agrupaciones políticas e individuos que participan en política identificados con el conservadurismo LGBT, que a su vez apoyan algunas ideas del homonacionalismo y que en lo religioso puede ir sumado a un discurso de xenofobia islamofóbica o en contra del fundamentalismo cristiano, en rechazo y protesta cuando dichas doctrinas se manifiestan públicamente dentro de un escenario local en contra de toda orientación sexual diferente a la heterosexual.
Por otra parte, los conservadores LGBT han encontrado apoyo en heteroaliados de pensamiento y formación valórica socialconservadora, quienes consideran que los aspectos sexuales de un individuo LGBT, siempre que sea entre dos adultos, por mutuo consentimiento y con un vínculo afectivo estable y duradero, deben permanecer dentro del ámbito privado e íntimo como cualquier pareja de cualquier orientación sexual, así como también con el pensamiento libertario bajo la premisa de que «el gobierno no debe inmiscuirse en la vida privada de los ciudadanos».

## Por país

### Brasil
Antes y después del proceso de impeachment contra Dilma Rousseff, varios conservadores homosexuales se hicieron visibles. Clodovil Hernandes, del Partido Laborista Cristiano y luego del Partido de la República antes de su muerte en 2009, es considerado el primer diputado gay conocido de la Cámara de Diputados.
El 16 de enero de 2017, Marcelo Crivella, alcalde de Río de Janeiro, ascendió a Nélio Georgini, un conservador evangélico gay, a jefe del consejo LGBTQ de la ciudad.
En 2018, el 30% de la comunidad LGBTQ brasileña votó por el populista de derecha Jair Bolsonaro contra el 57% de los votos del izquierdista Fernando Haddad en la segunda vuelta presidencial, según Datafolha. Tras la ola conservadora que contribuyó al surgimiento del Movimiento Gays com Bolsonaro (inspirado en la organización Gays for Trump), el 30% de los votos LGBTQ para Bolsonaro sorprendió a muchos en los medios brasileños, ya que Bolsonaro es visto como un político homofóbico socialmente conservador.Las razones atribuidas a estos votos fueron el miedo generalizado a la violencia, la inseguridad económica, el apego a los valores tradicionales, el descontento con el Partido de los Trabajadores, así como una manipulación política percibida del activismo LGBTQ por parte de la izquierda.

### Canadá
LGBTory se fundó en 2015 como un grupo de simpatizantes LGBTQ del Partido Conservador de Canadá y de partidos conservadores provinciales de todo Canadá. Antes de eso, existían pequeños grupos a nivel local en algunas ciudades canadienses o como foros de discusión en Internet.
Figuras políticas abiertamente homosexuales como Scott Brison, Lorne Mayencourt y Jaime Watt están o han estado asociadas con partidos conservadores a nivel provincial o federal, Keith Norton, Phil Gillies y Heward Grafftey se declararon homosexuales después de que sus carreras como políticos habían terminado, y Richard Hatfield fue declarado homosexual después de su muerte.La mayoría de estas figuras, sin embargo, han sido conservadores rojos, una facción moderada o incluso progresista dentro del conservadurismo canadiense, en lugar de conservadores conservadores convencionales "azules"; Brison, de hecho, abandonó el Partido Conservador Progresista para unirse a los Liberales después de que los conservadores se fusionaran con la Alianza Canadiense, de tendencia más derechista, para formar el Partido Conservador.
En 2015, un contingente de parlamentarios conservadores federales y parlamentarios provinciales del Partido Conservador Progresista de Ontario participaron en el desfile anual de la Semana del Orgullo de Toronto por primera vez en su historia. Organizado por LGBTory, el contingente que marchó incluyó a los parlamentarios federales Kellie Leitch y Bernard Trottier, al líder del PC de Ontario Patrick Brown y a los parlamentarios provinciales Lisa MacLeod y Jack MacLaren,junto con numerosos activistas y simpatizantes del partido LGBTQ.
En 2016, la líder conservadora interina Rona Ambrose se convirtió en la primera líder del Partido Conservador federal en marchar en el Desfile del Orgullo de Toronto. La acompañaron los candidatos a la presidencia y los parlamentarios Lisa Raitt, Michael Chong, Kellie Leitch y Maxime Bernier.
Eric Duncan fue elegido como el primer diputado conservador abiertamente gay en 2019, y Melissa Lantsman fue elegida como la primera diputada conservadora abiertamente lesbiana en 2021.

### Chile
En 2014, el consejo doctrinal del partido conservador Renovación Nacional votó con un 72,3% rechazar una propuesta que habría abogado por limitar el matrimonio y la adopción a las parejas heterosexuales.

### Unión Europea
Miembros del Parlamento Europeo de todo el espectro político, incluidos los conservadores, han formado el Intergrupo del Parlamento Europeo sobre Derechos LGBT.

### Dinamarca
Søren Pape Poulsen, líder del Partido Popular Conservador de Dinamarca desde 2014 hasta su fallecimiento, fue abiertamente gay.

### Francia
Una encuesta de IFOP de 2013 realizada a personas LGBTQ en Francia reveló que estas personas tienen las mismas tendencias subyacentes que el resto de la población, a saber, una radicalización de las posiciones y cierto desencanto con los partidos políticos. Los partidos de izquierda de Francia no sacaron provecho de la Ley 2013-404 con los votantes LGBTQ, lo que implica que las posiciones de los partidos sobre cuestiones sociales son secundarias a las opciones políticas, y que las personas LGBTQ no tienen ninguna distinción en este punto con respecto al resto de la población. A pesar de algunas representaciones de los medios franceses, la orientación sexual no parece determinar las opiniones políticas. Con la creciente aceptación de las personas LGBTQ en Francia, las personas LGBTQ en Francia se sienten menos inclinadas a movilizarse detrás de los partidos con las demandas políticas de la comunidad LGBTQ.
El apoyo al Partido Socialista (PS) de 2012 y 2013 reveló que el 21% de los bisexuales apoyaba al PS en 2012, pero solo el 16% apoyaba al PS en 2013, mientras que las personas LGBTQ mantuvieron el apoyo al PS y a Europa Ecología – Los Verdes en el 27% y el 6% de 2012 a 2013. La ley 2013-404 ha permitido al gobierno de izquierda mantener su apoyo entre las personas LGBTQ en general, mientras que en pronunciado declive en la población general. En 2011, el 50% de las personas LGBTQ apoyaban a los partidos de izquierda, mientras que en 2012, el 44% de las personas LGBTQ apoyaban a los partidos de izquierda, y en 2013, el 36% de las personas LGBTQ apoyaban a los partidos de izquierda. Si se cuentan solo los votantes homosexuales, el 45% apoyó a los partidos de izquierda en 2012, mientras que el 38% apoyó a los partidos de izquierda en 2013. Entre los no heterosexuales, el 24% apoyó a los partidos de izquierda en 2012, mientras que el 21% apoyó a los partidos de izquierda en 2013. Entre los heterosexuales, el 21% apoyó a los partidos de izquierda en 2012, mientras que el 18% apoyó a los partidos de izquierda en 2013. El descontento hacia el partido de izquierda es un fenómeno que afecta a todas las categorías de orientación sexual de la población.
En 2011, el 15% de los no heterosexuales apoyaron a partidos de centroderecha, mientras que en 2012, el 20% de los no heterosexuales apoyaron a partidos de centroderecha, y en 2013, el 22% de los no heterosexuales apoyaron a partidos de centroderecha. En 2011, el 17% de los bisexuales apoyaron a partidos de centroderecha, mientras que en 2012, el 21% de los bisexuales apoyaron a partidos de centroderecha, y en 2013, el 17% de los bisexuales apoyaron a partidos de centroderecha. En 2011, el 13% de las personas LGBTQ apoyaron a partidos de centroderecha, mientras que en 2012, el 20% de las personas LGBTQ apoyaron a partidos de centroderecha, y en 2013, el 21% de las personas LGBTQ apoyaron a partidos de centroderecha. En 2011, el 21% de los heterosexuales apoyaba a partidos de centroderecha, mientras que en 2012, el 25% de los heterosexuales apoyaba a partidos de centroderecha, y en 2013, el 22% de los heterosexuales apoyaba a partidos de centroderecha.
A pesar de su oposición a la Ley 2013-404, los partidos de centroderecha mantienen su apoyo entre el electorado LGBTQ, pero de una manera más fragmentada que en el pasado. En 2012, el 16% de las personas LGBTQ apoyaron a la Unión por un Movimiento Popular (UPM), mientras que en 2013, el 14% de las personas LGBTQ apoyaron a la UPM. En 2012, el 20% de las personas heterosexuales apoyaron a la UPM, mientras que en 2013, el 17% de los heterosexuales apoyaron a la UPM. Esta disminución del apoyo a la UPM ayudó a beneficiar a la Unión de los Demócratas e Independientes, con un 6% entre las personas LGBTQ en 2013, dado que las posiciones adoptadas por algunos de sus líderes, como Rama Yade y Jean-Louis Borloo, a favor del matrimonio entre personas del mismo sexo quizás no estaban desvinculadas.
En 2012, el 10% de los no heterosexuales apoyaron al Frente Nacional, mientras que en 2013, el 16% de los no heterosexuales apoyaron al Frente Nacional. En 2012, el 9% de los bisexuales apoyaron al Frente Nacional, mientras que en 2013, el 16% de los bisexuales apoyaron al Frente Nacional. En 2012, el 10% de las personas LGBTQ apoyaron al Frente Nacional, mientras que en 2013, el 15% de las personas LGBTQ apoyaron al Frente Nacional. En 2012, el 9% de las personas heterosexuales apoyaron al Frente Nacional, mientras que en 2013, el 13% de los heterosexuales apoyaron al Frente Nacional.
El apoyo al Frente Nacional es más fuerte entre las personas LGBTQ que entre todos los franceses, con un 13% de apoyo al Frente Nacional en 2013. El Frente Nacional se está beneficiando entre los votantes LGBTQ, con un aumento del +5% entre 2012 y 2013, que en el resto de la población, +4% de los heterosexuales en el mismo período. El aumento del Frente Nacional entre las personas LGBTQ se debe probablemente a la composición del electorado, con más personas masculinas, urbanas y jóvenes que la población media, por lo que generalmente están más dispuestas a votar por el Frente Nacional. En París, el 26% de los residentes LGBTQ apoyan al Frente Nacional, mientras que el 16% de los heterosexuales lo apoyan. La oposición del Frente Nacional al islamismo es atractiva para las personas LGBTQ que perciben el Islam como una amenaza a sus vidas y libertades.
| Afiliación                                 | % de personas LGBTQ francesas |
| ------------------------------------------ | ----------------------------- |
| Partidos de derecha                        | 36%                           |
| Partidos gaullistas                        | 21%                           |
| - Unión por un Movimiento Popular          | 14%                           |
| - Unión de los Demócratas e Independientes | 6%                            |
| - Otros                                    | 1%                            |
| Frente Nacional                            | 15%                           |
| Partidos de izquierda                      | 36%                           |
| Partido Socialista                         | 27%                           |
| Europa Ecología - Los Verdes               | 6%                            |
| Otros                                      | 3%                            |
| Total                                      | 100%                          |

### Alemania
En Alemania, la Unión Demócrata Cristiana de Alemania (CDU) desde 2020 y la Unión Social Cristiana de Baviera (CSU) en Baviera desde 2023 apoyan los matrimonios entre personas del mismo sexo. En 2020, la Unión Demócrata Cristiana (CDU) publicó un video político apoyando el matrimonio y las familias del mismo sexo,y en 2023 la Unión Social Cristiana de Baviera (CSU) adoptó una plataforma partidaria apoyando el matrimonio entre personas del mismo sexo.A partir de 2023, el partido de derecha Alternativa para Alemania (AfD) sigue siendo el partido más grande que se opone al matrimonio entre personas del mismo sexo y solo apoya las uniones civiles. La líder de la AfD, Alice Weidel, es lesbiana abierta y vive en un matrimonio del mismo sexo con dos hijos.

## Organizaciones conservadoras LGBT
- En Estados Unidos: 
  - Abe Lincoln Black Republican Caucus - vinculado al Partido Republicano.
  - Gay Conservatives of Color - vinculado al Partido Republicano.
  - GoProud - vinculado al Partido Republicano.
  - Log Cabin Republicans - vinculado al Partido Republicano.
  - Outright Libertarians - vinculado al Partido Libertario.
  - Republican Unity Coalition - vinculado al Partido Republicano.
  - LGBTrump - Gays for Trump - vinculado al Partido Republicano y a la presidencia de Donald Trump.
- En el Reino Unido:
  - LGBTory - vinculado al Partido Conservador.
  - LGBTQ* in UKIP - vinculado al Partido de la Independencia del Reino Unido.
  - Tory Campaign for Homosexual Equality (anteriormente llamado Conservative Group for Homosexual Equality) - vinculado al Partido Conservador.

- En otros países:
  -  Gay Liberals - vinculado al Partido Liberal de Australia/Partido Nacional de Australia.
  -  GayLib - vinculado a Los Republicanos/Unión por un Movimiento Popular (Francia).
  -  GayLib - organización de centroderecha vinculada al partido Futuro y Libertad para Italia.
  -  GaySVP - vinculado a la Unión Democrática de Centro (Suiza).
  -  Homosexuales en el AfD - vinculado a Alternativa para Alemania (Alemania).
  -  Kasary - Coalición Nacional Arcoíris - vinculado a Coalición Nacional (Finlandia).
  -  LGBTory - vinculado al Partido Conservador de Canadá/Partido Progresista-Conservador de Ontario (Canadá).
  -  Lesbianas y Gais en la Unión (LSU) - vinculado a la Unión Demócrata Cristiana/Unión Social Cristiana de Baviera (Alemania).
  -  Open Moderates - vinculados al Partido de la Coalición Moderada (Suecia).
  -  Orgulloso de ser Likud - vinculado al Likud (Israel).
  -  PP Diversidade - vinculado al Partido Progresista (Brasil)